# Hyperolius molleri
Hyperolius molleri és una espècie de granota de la família dels hiperòlids que viu a São Tomé i Príncipe.
Tot i que el seu hàbitat normal és inferior de 5000 km², s'ha llista en la categoria de risc mínim (LC), com que l'espècie és molt comuna i adaptable i la seva població no minva pas.